# Desa Malimada
Desa Malimada är en administrativ by i Indonesien.   Den ligger i provinsen Nusa Tenggara Timur, i den södra delen av landet, 1 400 km öster om huvudstaden Jakarta. Desa Malimada ligger på ön Pulau Sumba.